# Gymnastiek op de Olympische Zomerspelen 2016 – Sprong vrouwen
De sprong voor de vrouwen bij het turnen op de Olympische Zomerspelen 2016 in Rio de Janeiro vond plaats op 6 augustus (kwalificatie) en op 14 augustus (finale). De Amerikaanse Simone Biles won het onderdeel voor de Russische Maria Paseka die het zilver pakte en de Zwitserse Giulia Steingruber die het brons won.

## Format
Alle deelnemende turnsters moesten een kwalificatie-oefening turnen. De beste acht deelnemers gingen door naar de finale. Echter mochten er maximaal twee deelnemers per land in de finale komen. De scores van de kwalificatie werden bij de finale gewist, en alleen de scores die in de finale gehaald werden, telden.

## Uitslag

### Finale
- D-Score; de moeilijkheidsgraad van de oefening
- E-Score; de uitvoeringsscore van de oefening
- Straf; Straffen die zijn gegeven door de jury
- Totaal; D-Score + E-Score - Straf geeft de totaalscore
- De einduitslag werd gebaseerd op een gemiddeld van de twee sprongen.

| Rang   | Naam               | Land |         | Sprong 1 | Sprong 1 | Sprong 1 | Sprong 1 |         | Sprong 2 | Sprong 2 | Sprong 2 | Sprong 2 |  | Totaal |
| Rang   | Naam               | Land | D-Score | E-Score  | Straf    | Totaal   | D-Score  | E-Score | Straf    | Totaal   |          |          |  | Totaal |
| ------ | ------------------ | ---- | ------- | -------- | -------- | -------- | -------- | ------- | -------- | -------- | -------- | -------- |  | ------ |
| Goud   | Simone Biles       | USA  |         | 6.300    | 9.600    |          | 15.900   |         | 6.400    | 9.633    |          | 16.033   |  | 15.966 |
| Zilver | Maria Paseka       | RUS  | 6.400   | 8.966    | -0.100   | 15.266   | 6.300    | 8.941   |          | 15.241   | 15.253   |          |  |        |
| Brons  | Giulia Steingruber | SUI  | 6.200   | 9.333    |          | 15.533   | 5.800    | 9.100   |          | 14.900   | 15.216   |          |  |        |
| 4      | Dipa Karmakar      | IND  | 6.000   | 8.866    |          | 14.866   | 7.000    | 8.266   |          | 15.266   | 15.066   |          |  |        |
| 5      | Yan Wang           | CHN  | 6.000   | 8.866    |          | 14.866   | 6.200    | 8.933   |          | 15.133   | 14.999   |          |  |        |
| 6      | Un-Jong Hong       | PRK  | 6.400   | 9.000    |          | 15.400   | 6.300    | 8.200   | -0.100   | 14.400   | 14.900   |          |  |        |
| 7      | Oksana Chusovitina | UZB  | 7.000   | 7.933    |          | 14.933   | 6.000    | 8.833   | -0.100   | 14.733   | 14.833   |          |  |        |
| 8      | Shallon Olsen      | CAN  | 6.300   | 8.666    |          | 14.966   | 5.900    | 8.766   |          | 14.666   | 14.816   |          |  |        |